# Bythiospeum sandbergeri
Bythiospeum sandbergeri is een slakkensoort uit de familie van de Hydrobiidae. De wetenschappelijke naam van de soort is voor het eerst geldig gepubliceerd in 1886 door Flach.